# ミリー・ダブラッチオ
ミリー・ダブラッチオ(イタリア語: Milly D'Abbraccio、1964年11月3日 - )は、イタリアのアヴェッリーノ出身のポルノ女優。本名はエミリア・クッチニエッロ(イタリア語: Emilia Cucciniello)。

## 生い立ち
1978年のミス・ティーンイタリアで優勝し、テレビ、映画などで活動した後ポルノ女優になった。
2008年に行われたイタリア総選挙にイタリア民主社会党より立候補し、当選すればチチョリーナことシュターッレル・イロナ以来の元ポルノ女優の議員となったが、当選はならず。